# Allan Langer
Pour les articles homonymes, voir Langer.

a Compétitions nationales et continentales officielles uniquement.

b Matchs officiels uniquement.
Allan Langer, né le 30 juillet 1966 à Ipswich, est un ancien joueur de rugby à XIII australien évoluant au poste de demi de mêlée dans les années 1980, 1990 et 2000. Au cours de sa carrière, il a été international australien disputant notamment la Coupe du monde 1989-1992 et a été sélectionné en Queensland Maroons pour le State of Origin dans les années 1980 et 1990 (record de matchs joués). En club, il débute aux Ipswich en Brisbane Rugby League premiership avant de rejoindre les Brisbane Broncos du Queensland où il est capitaine en 1992 et 1999, ensuite il tente une expérience en Angleterre aux Warrington avant de finir sa carrière sportive aux Broncos en 2002.